# Чрево Парижа
Чре́во Пари́жа (фр. Le Ventre de Paris) — роман французского писателя Эмиля Золя, входящий в цикл «Ругон-Маккары», третий роман в этой серии произведений.

## История создания
Писатель начал работу над романом в 1871 году. Первое книжное издание состоялось в 1873 году. Действие происходит в середине 1850-х годов в условиях становления режима Второй империи. Название отсылает к продовольственному рынку Ле-Аль в Париже, вместе с прилегающими к нему кварталами, служащими местом действия романа. Это первое произведение Э. Золя, в котором изображается не только средняя буржуазия, но и низшие слои французского населения. Образ рынка Ле-Аль, являвшийся одним из зримых примет городской культуры развитого капитализма, становится метафорой общественных отношений, складывающихся в эту эпоху.

## Сюжет
Сюжет разворачивается вокруг судьбы Флорана, бывшего некогда школьным учителем. В 1851 году во время беспорядков, сопровождавших государственный переворот 2 декабря, этот человек был по ошибке принят за противника нового режима и осуждён на каторгу в Кайенне. Отбыв несколько лет наказания, Флоран с риском для жизни бежал с каторги и смог добраться до Парижа, где с трудом пытается найти себе средства к существованию. Флоран описывается как человек, стихийно не приемлющий режим личной власти Наполеона III, но мало приспособленный к реальной жизни и борьбе за свои идеалы и мечты.

## Поэтика
Роман отличает большое внимание автора к бытовым сценам жизни рынка и описаниям различных продуктов — овощей, фруктов, живой рыбы, мясных и колбасных изделий и тому подобного, — написанных ярким и образным языком. Особенно знаменитым стало описание сырной лавки, так называемая «сырная симфония». Золя описывает запахи различных сыров в лавке, как своего рода симфоническое произведение, используя музыкальные метафоры.

## Роман в России
Роман впервые переведён на русский язык в 1873 году и получил в целом заинтересованную критику в русской печати. Именно после успеха этого романа можно говорить о начале популярности Э. Золя в России. В советское время роман был заново переведён Н. М. Гнединой и неоднократно переиздавался.